# Choquinha-do-bambu
Choquinha-do-bambu (nome científico: Myrmotherula oreni) é uma espécie de ave pertencente à família dos tamnofilídeos.
Seu nome popular em língua inglesa é "Bamboo Antwren".